# ولاعة زيبو
ولاعة زيبو Zippo هي ولاعة معدنية قابلة لإعادة الاستخدام من إنتاج شركة زيببو مانوفاكتشرينج في برادفورد، بنسلفانيا في الولايات المتحدة الأمريكية. تم صنع الآلاف من الأنماط والتصاميم المختلفة خلال العقود التسعة الماضية منذ تقديمها، بما في ذلك الإصدارات العسكرية للوحدات العسكرية المحددة. تم بيع ولاعات زيببو في جميع أنحاء العالم ووصفت بأنها "رمز أسطوري ومميز لأمريكا." عام 2012، أنتجت الشركة الوحدة رقم 500 مليون ولاعة. منذ إنشاء الشركة، تم تصنيع ولاعات زيببو بشكل أساسي في الولايات المتحدة، على الرغم من أن الشركة قامت بتشغيل عملية من عام 1949 حتى عام 2002 في شلالات نياغرا، أونتاريو، كندا.

## تاريخ الشركة

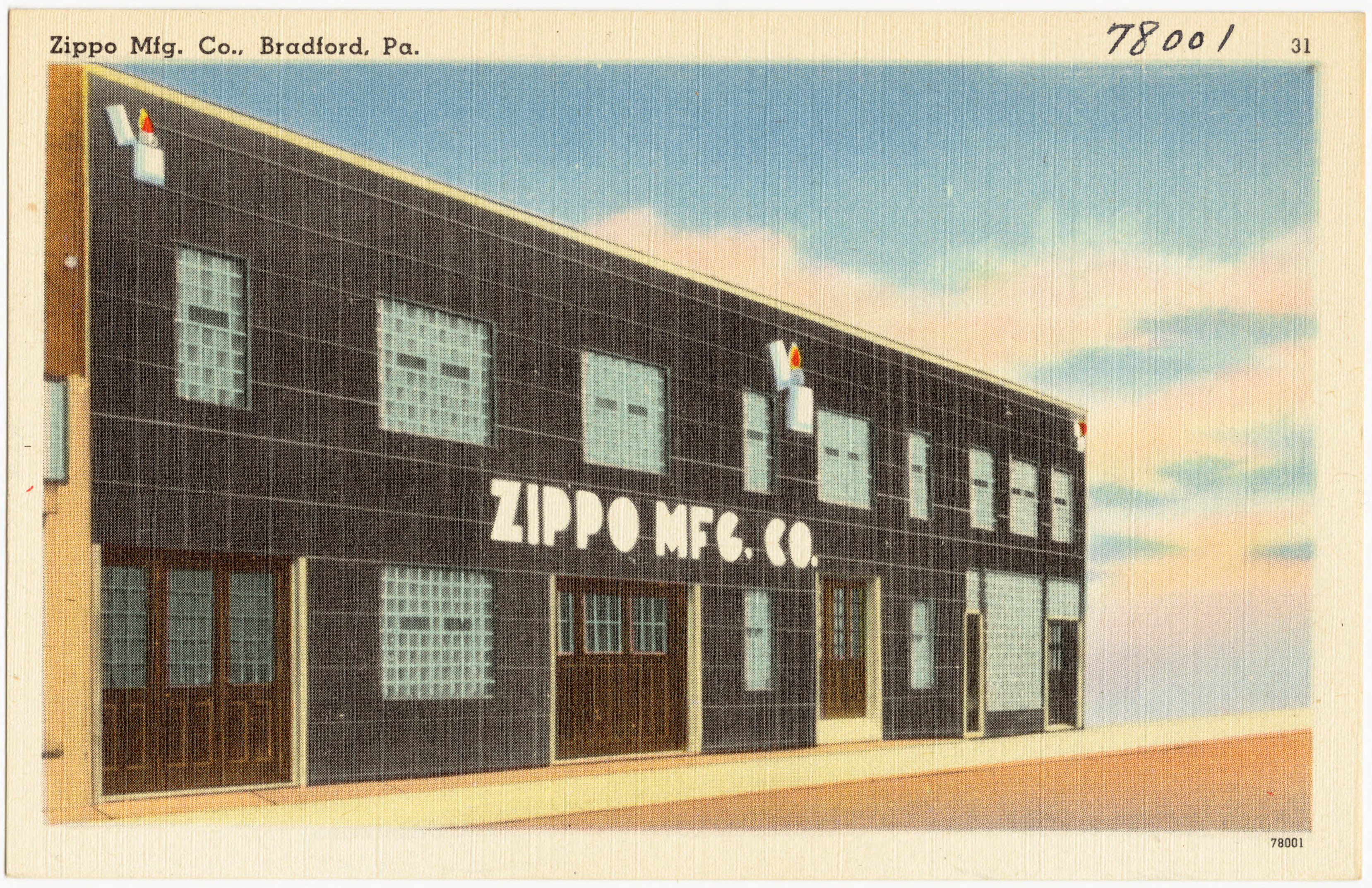
مصنع زيبو

أسس المخترع الأمريكي جورج جي بلايسدل شركة زيببو مانوفاكتشرينج عام 1932 وأنتج أول ولاعة زيببو في أوائل عام 1933، مستوحى من ولاعة سجائر نمساوية ذات تصميم مشابه من صنع "الكلية البحرية الدولية عمان (IMCO)". حصلت على اسمها لأن بلايسدل أحب صوت كلمة "زيبير"، و "زيبو" بدت أكثر حداثة. في 3 مارس 1936، منح مكتب براءات الاختراع الأمريكي براءة اختراع لولاعة زيبو.
أصبحت ولاعات زيبو شائعة في الجيش الأمريكي، خاصة خلال الحرب العالمية الثانية - عندما، كما يقول الموقع الإلكتروني للشركة، "أوقفت زيببو إنتاج الولاعات لأسواق المستهلكين وكرست كل التصنيع للجيش الأمريكي". تم صنع زيبوهات الفترة من النحاس، لكن زيببو استخدمت فولاذًا أسودًا مطليًا بالتشقق خلال سنوات الحرب بسبب نقص المعادن. في حين أن شركة صناعات زيبو لم يكن لديها عقد رسمي مع الجيش، إلا أن أفراد القوات المسلحة الفردية طلبوا من متاجر التبادل الأساسية (BX) وتبادل البريد (PX) حمل هذه الولاعة المرغوبة. في حين أنه كان من الشائع سابقًا الحصول على ولاعات زيبو بشعارات مصرح بها وأسماء وحدات وشعارات فرق، فقد أصبح من الشائع بين الجنود الأمريكيين في حرب فيتنام نقش زيبو الخاصة بهم بشعارات شخصية. هذه الولاعات هي الآن من مقتنيات جامعي المقتنيات المطلوبة والهدايا التذكارية الشهيرة لزوار فيتنام

بعد الحرب العالمية الثانية أصبحت ولاعة زيببو تُستخدم بشكل متزايد في الإعلان من قبل الشركات الكبيرة والصغيرة خلال الستينيات. العديد من إعلانات ولاعة زيببو المبكرة هي أعمال فنية مرسومة باليد، ومع تطور التكنولوجيا، تطور تصميم وتشطيب ولاعة زيبو. ظلت الآلية الأساسية لولاعة زيبوكما هي، لكنها تطورت إلى ملحق أزياء شهير، مع إنتاج مجموعة كبيرة ومتنوعة من التصميمات الفنية.

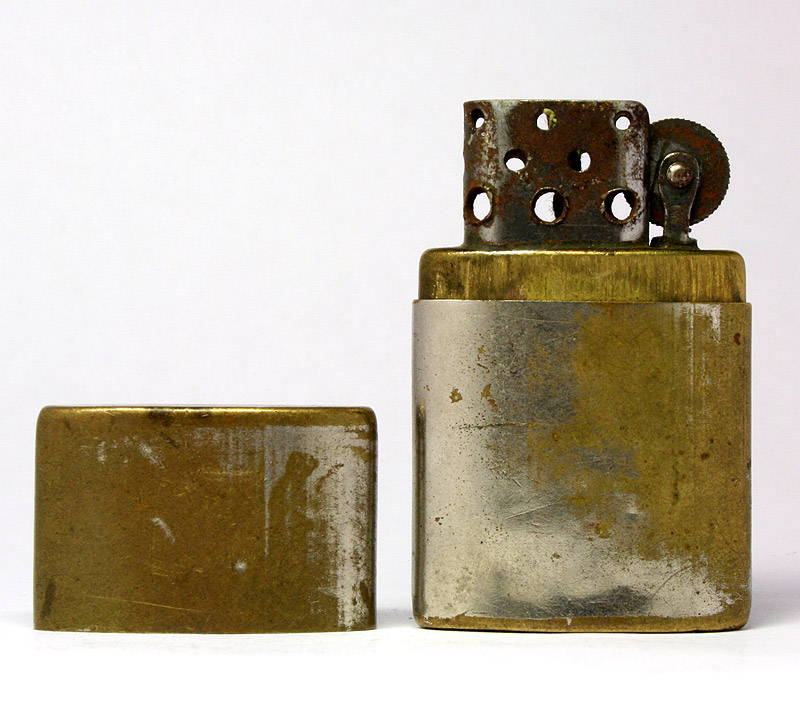
تصميم علبة من النحاس مع ألوان داخلية متطابقة

عام 2002، وسعت زيبو خط منتجاتها لتشمل مجموعة متنوعة من الولاعات متعددة الأغراض ذات الطراز الوظيفي، والمعروفة باسم Zippo MPLs. تبع ذلك عام 2005 ولاعة الأداة الخارجية، والمعروفة باسم OUL. هذه الولاعات تعمل بالبوتان. في أغسطس 2007، أصدرت زيبو ولاعة بوتان جديدة تسمى زيبو BLU. توقفت عن إنتاج الخط في 1 يناير 2016.
يقع متحف يسمى "مركز زوار زيبو" في برادفورد، بنسلفانيا، في 1932 زيبو درايف. يحتوي هذا المبنى الذي تبلغ مساحته 15000 قدم مربع (1400 متر مربع) على ولاعات زيبو النادرة والمصنوعة حسب الطلب، ويبيع أيضًا خط زيبو بأكمله. تم عرض المتحف على برنامج "NPR Weekend Edition" يوم الأحد 25 يناير 2009. يحتوي المتحف أيضًا على مجموعة ضخمة من سكاكين كيس. منذ الذكرى الستين لشركة زيبو عام 1992، تم إنتاج إصدارات سنوية لهواة جمع زيبو.
عام 2009، أعلنت زيبو عن خطط لشراء "شركة رونسون للمنتجات الاستهلاكية"، وهي منافسة طويلة الأمد في سوق الولاعات. في 3 فبراير 2010، تم الانتهاء من الصفقة.
في مارس 2011، بسبب الانخفاض الكبير في المبيعات من 18 مليون ولاعة في السنة في منتصف التسعينيات إلى حوالي 12 مليون ولاعة في السنة مؤخرًا، جنبًا إلى جنب مع الضغط المتزايد على الناس لعدم التدخين، حاولت شركة زيبو للتصنيع تقديم مجموعة أوسع من المنتجات باستخدام اسم زيبو، مثل الساعات وملابس الترفيه وكولونيا. هذه الاستراتيجية مشابهة للنجاح الذي حققته شركة "فيكتورينوكس سويس آرمي براند" في بيع الساعات والأمتعة والملابس والعطور
في 5 يونيو 2012، قامت الشركة بتصنيع ولاعتها رقم 500،000،000 واحتفلت بمرور 80 عامًا على تأسيسها. عام 2018، أعلنت زيبو عن العلامة التجارية الصوتية لولاعتها المقاومة للرياح، مما جعل نقرة ولاعة زيبو رسميًا أحد أكثر الأصوات شهرة في العالم.

## الاستخدام
ولاعات زيببو، التي اكتسبت شهرة كولاعات "مقاومة للرياح"، قادرة على البقاء مشتعلة في الطقس القاسي، وذلك بفضل تصميم واقي الرياح ومعدل توصيل الوقود المناسب.
إحدى عواقب مقاومة الرياح هي أنه من الصعب إطفاء ولاعة زيببو عن طريق نفخ اللهب. ومع ذلك، إذا تم نفخ اللهب من الأعلى إلى الأسفل، فسيتم إطفاءه بسهولة. الطريقة الصحيحة لإطفاء الولاعة هي إغلاق النصف العلوي، مما يحرم اللهب من الأكسجين، ولكن على عكس الولاعات الأخرى، لا يؤدي ذلك إلى قطع إمداد الوقود.
إحدى السمات المميزة لشركة زيببو هي أنها تحترق بفتيل. يؤدي فتح الغطاء العلوي إلى صوت "نقرة" يمكن التعرف عليه بسهولة والذي تشتهر به ولاعات زيببو، و "نقرة" مختلفة ولكن يمكن التعرف عليها بنفس القدر عند إغلاق الولاعة. هذه الضوضاء ناتجة عن كامة التبديل ذات الزنبرك، وهي رافعة صغيرة تبقي الغطاء مغلقًا أو مفتوحًا بشكل آمن.
على عكس الولاعات التي يمكن التخلص منها، لا تحتوي الولاعات زيببو المشتراة حديثًا على وقود. يتم تضمين التعليمات الخاصة بتزويد الولاعة زيببو بالوقود بأمان في عبوتها. كما تعرض زيببو للبيع سائل ولاعات يحمل علامتها التجارية.

### حرب فيتنام
Morley Safer، في تقريره الإخباري لقناة سي بي إس في 5 أغسطس 1965 عن حادثة كام ني [الإنجليزية] وجندي الدرجة الأولى ريجينالد "مالك" إدواردز، رامي البندقية مع الفوج التاسع، مشاة البحرية الأمريكية دانانج (يونيو 1965 - مارس 1966) الذي تشتمل سيرته الذاتية على الفصل الأول من كتاب والاس تيري، دم: تاريخ شفوي لحرب فيتنام من قبل المحاربين القدامى السود (1984)، يصف استخدام ولاعات زيببو في مهام البحث والتدمير خلال حرب فيتنام. قال إدواردز: "عندما تقول تسوية قرية بالأرض، لا تستخدم المشاعل. إنها ليست مثل القرن التاسع عشر. لقد استخدمت زيببو الآن ستستخدم بيك هذه هي الطريقة التي فعلنا بها ذلك. لقد دخلت هناك مع زيبو الخاصة بك، لهذا السبب اشترى الناس زيبو، كان الجميع لديه زيبو و لقد كان من أجل حرق الأشياء".
عبارة "فرقة زيببو" أصبحت عبارة من المصطلحات العسكرية الأمريكية لتعيين قرية للحرق. تمت الإشارة إلى قاذف اللهب المدرع م123 باسم "زيببو".

## السعر
اعتبارًا من مارس 2022، تتراوح الأسعار المقترحة للبيع بالتجزئة لولاعات زيببو بين 17.95 دولار أمريكي و 25000 دولار أمريكي (لطراز Armor 18k الذهبي الخالص). عام 2001، وفقًا لإصدار خريف عام 2003 من مجلة IUP، تم شراء طراز 1933 مقابل 18000 دولار أمريكي في سوق مبادلة في طوكيو، وفي عام 2002 اشترت الشركة واحدة تقدر قيمتها بـ 12000 دولار أمريكي لمجموعتها الخاصة. خلال احتفالات الذكرى الخامسة والسبعين عام 2007، باعت زيببو طراز 1933 بحالة شبه جديدة مقابل 37000 دولار أمريكي.
كل ولاعات زيببو المقاومة للرياح تحمل ضمان مدى الحياة غير المحدود، يتم الترويج لها باستخدام العبارة التجارية "إنها تعمل أو نصلحها مجانًا". يفتخر موقع الشركة على الويب: "في ما يقرب من 75 عامًا، لم ينفق أحد سنتًا واحدًا على الإصلاح الميكانيكي ولاعة زيببو بغض النظر عن عمرها أو حالتها."

## المعرفات التاريخية
في منتصف عام 1955، بدأت شركة زيببو في تشفير سنة ولاعاتها باستخدام النقاط. من عام 1966 حتى عام 1973، تم تحديد رمز السنة من خلال مجموعات من الخطوط العمودية. من عام 1974 حتى عام 1981، شمل الترميز مجموعات من الخطوط المائلة للأمام. عام 1979، أدخلت الشركة عن طريق الخطأ خطأ في التصنيع، مع قراءة بعض الولاعات / على اليسار و // على اليمين بدلاً من // على اليسار و / على اليمين، لكنها قامت بتصحيح المشكلة في غضون عام. من عام 1982 حتى يونيو 1986، كان الترميز بواسطة الشرطة المائلة للخلف.
بعد يوليو 1986، بدأت شركة زيببو في تضمين رمز تاريخ على جميع الولاعات يظهر شهر وسنة الإنتاج. على يسار الجانب السفلي تم ختم حرف A-L، يشير إلى الشهر (A = يناير، B = فبراير، C = مارس، إلخ). على اليمين كان رقم روماني يشير إلى السنة، بدءًا من II عام 1986. ومع ذلك، عام 2001، غيّرت شركة زيببو هذا النظام، حيث غيرت الأرقام الرومانية إلى أرقام عربية. وبالتالي، تم ختم ولاعة زيببو المصنوعة في أغسطس 2004 بـ H 04

## التصميم
عادةً ما تكون علب ولاعات زيببو مصنوعة من النحاس وهي مستطيلة الشكل مع غطاء مفصلي. في معظم الطرز، يكون الجزء العلوي من العلبة محدبًا قليلاً. داخل العلبة توجد آلية الولاعة. يحتوي الإدخال على ذراع التبديل الزنبركي الذي يبقي الجزء العلوي مغلقًا، والفتيل، ومدخنة واقية من الرياح، وعجلة الصوان، والصوان، وكلها مثبتة على صندوق معدني مفتوح القاع أصغر قليلاً من قاع العلبة الخارجية، والذي ينزلق فيه بشكل محكم.
يحيط الجزء المجوف من الصندوق الداخلي بخمس كرات من الرايون (على غرار كرات القطن) التي تتلامس مع الفتيل. يغطى الجزء السفلي من هذا بقطعة من اللباد بسمك ربع بوصة تقريبًا. تمت طباعة الكلمات "ارفع للتعبئة" على الجزء السفلي من اللباد (في ولاعات زيببو الحديثة، وليس في الموديلات القديمة قبل أواخر عام 1992) للإشارة إلى أنه يجب رفع اللباد بعيدًا عن "القطن" من أجل إعادة تعبئته. يتم سكب الوقود، وهو نواتج تقطير البترول الخفيف أو الهيدروكربون الأيزوبارافيني الاصطناعي (المعروف عادةً بسائل الولاعة أو النفثا)، في كرات الرايون (تُسمى أحيانًا "القطن" أو "الحشوة")، والتي تمتصه. كما أنه يحتوي على أنبوب يحتوي على صوان أسطواني قصير. يحتوي الأنبوب على زنبرك داخلي وبرغي غطاء خارجي يبقي الصوان على اتصال دائم بعجلة الصوان الخارجية. يؤدي تدوير هذه العجلة ذات السطح الخشن على الصوان إلى شرارة تشعل السائل في الفتيل. جميع أجزاء الولاعة قابلة للاستبدال. تتطلب ولاعة زيببو 108 عملية تصنيع.

## zippo BLU و zippo BLU 2
أصدرت زيببو Zippo BLU عام 2007 (على الرغم من وجود العديد من نماذج ما قبل الإصدار لعام 2005). هذه ولاعات مشاعل بوتان، والتي بذلت زيببو قصارى جهدها للتأكد من أنها لا تزال "قابلة للتعرف عليها على أنها زيببو". على وجه التحديد، تم "ضبط" الغطاء والكامة بحيث لا يزال الولاعة يصدر "نقرة زيببو" المميزة، كما أنه من ولاعات مشاعل البوتان القليلة التي تستخدم حجرًا وشرخًا. كما قامت الشركة بتسويق BLU2، الذي يتميز بإطار مربع ويستبعد مقياس الوقود الموجود على جانب Zippo BLU الأصلي. [بحاجة لمصدر]
في 1 يناير 2016، أوقفت زيببو إنتاج خط BLU من الولاعات وباعت العلامة التجارية BLU إلى شركة لوريلارد للتبغ، لكنها استمرت في خدمة جميع ولاعات Zippo BLU

## الشركات التابعة
بالإضافة إلى شرائها للعلامة التجارية رونسون في الولايات المتحدة وكندا عام 2010، امتلكت ويبو أيضًا شركة دبليو آر كيس وأولاده لأدوات المائدة [الإنجليزية]. في برادفورد، بنسلفانيا، و زيبو المملكة المتحدة، شركة المحدودة في لندن، إنجلترا، و زيبو فاشون إيطاليا في فيتشنزا، إيطاليا.